# Terrassenkreuzung
Als Terrassenkreuzung wird eine Änderung der Lagebeziehung von zwei oder mehr Flussterrassen bezeichnet, wenn der Fluss von einem Hebungsgebiet in ein Senkungsgebiet fließt.
In einem Hebungsgebiet befinden sich aufgrund der verstärkten Erosion des Flusses in das sich hebende Gebiet die ältesten Terrassen in einer höheren Position am Hang als die jüngeren. In einem Senkungsgebiet findet ein Reliefausgleich durch verstärkte Akkumulation von Flusssedimenten statt. Dabei werden ältere Sedimente in den Untergrund versenkt und von jüngeren Terrassensedimenten überlagert. Am Übergang zwischen Hebungs- und aktiven Senkungsgebiet kreuzen sich unterschiedlich alte Terrassen. Diese Vorgänge veranschaulichen, warum man mit Hilfe der Höhenlage von Flussterrassen (Morphostratigraphie) in tektonisch aktiven Gebieten grundsätzlich keine gesicherten Aussagen über das Alter der Terrassen treffen kann. Stratigrafische Korrelationen sind meist nur durch den Vergleich der Schwermineralspektren möglich.
Ein typisches Beispiel für eine Terrassenkreuzung findet sich am Rhein, am Übergang von dem sich aktuell hebenden Rheinischen Schiefergebirge in das aktive Senkungsfeld der Niederrheinischen Bucht. Hier sind auf dem Rheinabschnitt Düsseldorf bis Arnhem mehrere Terrassenkreuzungen zu beobachten.